# رابرت فینکه
رابرت فینکه (انگلیسی: Robert Finke؛ زادهٔ ۶ نوامبر ۱۹۹۹) شناگر اهل ایالات متحده آمریکا است.
او در مسابقات کشوری و بین‌المللی در مجموع برندهٔ ۱ مدال طلا شده‌است.